# (721) Табора
(721) Табора (нем. Tabora) — астероид внешней части главного пояса, открытый 18 октября 1911 года немецким астрономом Францем Кайзером в обсерватории Хайдельберг и назван в честь корабля «Табора», на борту которого проходила астрономическая конференция 1913 года в Гамбурге.

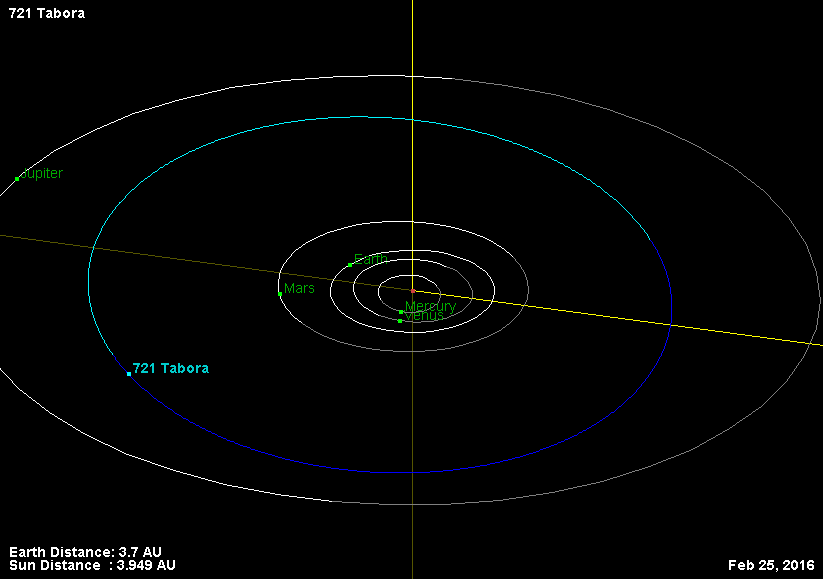
Орбита астероида Табора и его положение в Солнечной системе